# Cor Smit (artieste)
Emerentiana Smit (Amsterdam, 27 januari 1892 – Diemen, 4 februari 1981) was een Nederlandse revue-artieste die optrad onder de naam Cor Smit, vaak in combinatie met haar echtgenoot Kees van Dam (Kees van Weerdenburg).

## Levensloop
Smit begon als koriste in Koninklijk Theater Carré in Amsterdam en groeide uit tot een gewaardeerde revue-actrice. Zij speelde onder andere in Louis Davids Revue en daarnaast ook in kluchten en blijspelen. In 1969 ontving zij een Gouden Harp voor haar verdiensten voor de Nederlandse muziek.

## Discografie (selectie)
- Had Niet van Die Mooie Blauwe Oogen / Op De Dijk - 78rpm 10"single - Favorite
- Ik ben Verliefd / Boemelliedje - 78rpm 10"single - Favorite
- Een Dagje Naar Het Gooi / Madelein - 78rpm 10"single - Favorite

## Bron
- Cor Smit in de Theaterencyclopedie
- Muziekcollectie Beeld en Geluid